# Гунунг Мербабу
Гунунг Мербабу или Мербабу (индон. Gunung Merbabu, яв. ꦒꦸꦤꦸꦁꦩꦼꦂꦧꦧꦸ Gunung Merbabu)  — спящий стратовулкан, расположенный в центральной части острова Ява (Индонезия). Название «Мербабу» приблизительно переводится как «гора золы» (от яванского словосочетания: «меру» (означает «гора») и «абу» (означает «пепел»)).
Известно о двух извержениях: в 1560 и 1797 годах, причём последнее событие, по шкале вулканических извержений, было оценено в 2 балла.
Для туристов подъём на вершину Гунунг-Мербабу является пешей прогулкой, для которой существует несколько маршрутов, практически не отличающихся по сложности. Высота вершины 3144 м.
В 2004 году гора и прилегающие к ней территории, общей площадью 57 км2, были объявлены национальным парком.